# Samba d'amore
Samba d'amore (Greenwich Village) è un film del 1944 diretto da Walter Lang.
È un musical statunitense con Carmen Miranda, Don Ameche e William Bendix.

## Produzione
Il film, diretto da Walter Lang su una sceneggiatura di Earl Baldwin, Walter Bullock, Michael Fessier e Ernest Pagano con il soggetto di Frederick Hazlitt Brennan, fu prodotto da William LeBaron per la Twentieth Century Fox e girato nei 20th Century Fox Studios a Century City, Los Angeles, in California. Nel cast sono presenti i The Revuers, un gruppo di cabaret composto da Judy Holliday, Betty Comden, Adolph Green e Alvin Hammer.

## Colonna sonora
- I'm Just Wild About Harry - musica di Eubie Blake, parole di Noble Sissle, cantata da Carmen Miranda
- Swingin' Down the Lane - musica di Isham Jones, parole di Gus Kahn, cantata da Vivian Blaine e Don Ameche
- When You Wore a Tulip and I Wore a Big Red Rose - musica di Percy Wenrich, parole di Jack Mahoney, cantata da Don Ameche, William Bendix, B.S. Pully e Felix Bressart
- This Is Our Lucky Day - scritta da Nacio Herb Brown, parole di Leo Robin
- It's All for Art's Sake - musica di Nacio Herb Brown, parole di Leo Robin
- I Like to Be Loved by You - scritta da Harry Warren, parole di Mack Gordon, cantata da Carmen Miranda
- Whispering - musica di John Schonberger (1920), parole di Malvin Schonberger (1920), adattata da Vincent Rose e Richard Coburn, cantata da Vivian Blaine
- It Goes to Your Toes - musica di Nacio Herb Brown, parole di Leo Robin
- Give Me a Band and a Bandana - musica di Nacio Herb Brown, parole di Leo Robin, cantata da Carmen Miranda e Bando da Lua
- Ain't We Got Fun - musica di Richard A. Whiting
- It Had to Be You - musica di Isham Jones
- Carolina in the Morning - musica di Walter Donaldson
- Baby Face - musica di Harry Akst
- Toot, Toot, Tootsie (Goo' Bye!) - musica di Dan Russo e Ernie Erdman
- Please Don't Talk About Me When I'm Gone - musica di Sam H. Stept
- June Night (Just Give Me a June Night, the Moonlight and You) - musica di Abel Baer
- Barney Google - musica di Con Conrad
- Concerto - musica di Arthur Lange[5]

## Distribuzione
Il film fu distribuito con il titolo Greenwich Village negli Stati Uniti dal 27 settembre 1944 al cinema dalla Twentieth Century Fox.
Altre distribuzioni:
- in Svezia il 7 febbraio 1945
- in Portogallo il 30 aprile 1945 (Serenata Boémia)
- in Finlandia il 28 novembre 1947
- in Brasile (Serenata Boêmia)
- in Italia (Samba d'amore)

## Critica
Secondo Leonard Maltin il film è uno "sciocco ma simpatico musical" che non è caratterizzato da un rigido realismo.

## Promozione
La tagline è: "You'll find everything in "The Village!"".